# Sand Dunes State Forest
La Sand Dunes State Forest est une aire protégée américaine dans le comté de Sherburne, au Minnesota.